# 方法序説
『方法序説』（ほうほうじょせつ、方法叙説とも、仏: Discours de la méthode）とは、1637年に公刊されたフランスの哲学者、ルネ・デカルトの著書である。
刊行当時の正式名称は、『理性を正しく導き、学問において真理を探究するための方法の話。加えて、その試みである屈折光学、気象学、幾何学。』（りせいをただしくみちびき、がくもんにおいてしんりをたんきゅうするためのほうほうのはなし。くわえて、そのこころみであるくっせつこうがく、きしょうがく、きかがく、仏: Discours de la méthode pour bien conduire sa raison, et chercher la vérité dans les sciences. Plus la Dioptrique, les Météores et la Géométrie, qui sont des essais de cette méthode.）であり、元来は3つの科学論文集を収めた500ページを超える大著だった。今日の『方法序説』として扱われているテキストは、その書籍中の最初の78ページの「序文」部分であり、自身の方法論の発見・確立や刊行に至るまでの経緯を述べている。
序説と訳されるDiscoursは、Traitéが教科書のように体系的に書かれた論説であるのに対して、形式ばらない論考の意であり、デカルト自身がメルセンヌへの書簡で「方法の試み」であると呼んでいる。哲学的な内容はその後に出版された『省察　Meditationes de prima philosophia』とほぼ重なっているが、『方法序説』は自伝の記述をふくみ、思索の順序を追ってわかりやすく書かれているため、この一冊でデカルト哲学の核心を知ることができる。当時、多くの本がラテン語で書かれることが多い中、ラテン語の教育を受ける可能性が低かった当時の女性や子供たちでも読めるように、フランス語で書かれ、6つの部分に分かれている。
オランダのライデンで出版され、その後ラテン語に翻訳されて、1656年にアムステルダムで出版された。初版は、宗教裁判によって異端とされることを恐れて、偽名で発行された。
「我思う、ゆえに我あり」の出典としてよく知られている。

## 構成
書籍冒頭でデカルト自身も書いているように、『方法序説』部分は、以下の全6部で構成される。
- 第1部 - デカルトの学問に関する様々な考察
- 第2部 - デカルトが探求した方法の主たる規則の発見
- 第3部 - デカルトがこの方法から引き出した道徳上の規則
- 第4部 - 「神」と「人間の魂」の存在を証明する論拠、デカルトの形而上学の基礎
- 第5部 - デカルトが探求した自然学の諸問題の秩序、特に心臓の運動や医学に属する他のいくつかの難問の解決と、「人間の魂」と「動物の魂」の差異
- 第6部 - デカルトが自然の探求においてさらに先に進むために何が必要だと考えるか、また本書執筆の経緯

## 内容
第1部は「良識（bon sens）はこの世でもっとも公平に配分されているものである」という書き出しで始まる。ここでの良識は理性と同一視できるものとされる。健全な精神を持っているだけでは十分ではない。この序説の目的は、理性を正しく導くためにしたがうべき方法を教えるというより、デカルト自身が種々の心得や考察に至るまでにどのような道筋をたどったかを示すことである、と宣言する。学校での全課程を修了し「珍奇な学問　Sciences occulte」まで渉猟しつくしたにもかかわらず、多くの疑惑にとらわれている自分を発見したデカルトは、語学・歴史・雄弁・詩歌・数学・神学・スコラ学・法学・医学は、有益な学問ではあるがどれも不確実で堅固な基盤を持っていないことが分かり、文字の学問をすっかり投げ打つことにした、と語る。
第2部は、三十年戦争に従軍してドイツにいたときの思索について述べる。有名な「暖炉」に一日中こもって、最初に考えたことは一人の者が仕上げた仕事はたくさんの人の手を経た仕事に比べて完全であり、一人の常識ある人間が自分の目の前の事柄に単純に下す推論は多くの異なった人々によって形成された学問より優れている、ということだった。賛成者が多いということは、発見しがたい真理に対しては何の価値もない証明である。したがってデカルトはその時まで信頼して受け容れてきた意見から脱却することを志した。その際に精神を導く4つの準則として
1. 私が明証的に真理であると認めるものでなければ、いかなる事柄でもこれを真なりとして認めないこと
2. 検討しようとする難問をよりよく理解するために、多数の小部分に分割すること
3. もっとも単純なものからもっとも複雑なものの認識へと至り、先後のない事物の間に秩序を仮定すること
4. 最後に完全な列挙と、広範な再検討をすること

を定めた。これによりデカルトは代数学や他の諸科学を検討して、理性を有効に活用し得たと感じたが、それらの諸科学の基本となるべき哲学の原理を見いだしていないことに気づく。このとき彼は23歳であったが、もっと経験を積み円熟した年齢になるまで、悪い見解や誤謬を自分から根絶するために多くの時間を費やすことを決意する。
第3部は、理性が不決断である間でも自分の行為を律し幸福な生活を送るためにデカルトが設けた3つの道徳律を紹介する。
1. 自分の国の法律と習慣に従うこと。
2. 一度決心したことは断固かつ毅然として行うこと。
3. つねに運命よりも自分に克つことにつとめ、世界の秩序よりも自分の欲望を変えるように努力すること。

デカルトは理性を教化し自分が自分で決めた方法に従って真理の認識に近づくことを、自分にとって最善の職業と考えた。暖炉部屋を出て、9年間は世間を見て歩き、疑わしいもの・誤謬を観察反省し、1628年いよいよ哲学の基礎を定めるため、オランダに隠遁することにした。
第4部でデカルトは、少しでも疑問を差し挟む余地あるものは疑い、感覚・論証・精神に入りこんでいた全てを真実でないと仮定しても、一切を虚偽と考えようとする「私」はどうしても何者かでなければならないことに気づく。フランス語で書かれた『方法序説』の「Je pense, donc je suis」私は考えるので私はあるを、デカルトと親交のあったメルセンヌがラテン語訳し「Cogito ergo sum」「我思う、ゆえに我あり」コギト・エルゴ・スムとした。この命題は、我々が明瞭かつ判然と了解するものはすべて真実であることを一般規則として導く。その規則からデカルトは、さらに神の存在と本性・霊魂について演繹している。
第5部で、公表を控えていた論文『世界論』（『宇宙論』）の内容を略述する。
第6部では、ガリレイの審問と地動説の否認という事件が、デカルトに自分の物理学上の意見の公表を躊躇させたと述べる。人間を自然の主人とするための生活にとって有用な知識に到達することは可能であり、それを隠すことはデカルトにも大罪と思われた。実験や観察は重要であり、公衆がそれから得る利益を互いに公開することが今後大切になるはずだと。しかし、ガリレオ事件で教訓を得たデカルトは、まだ発見されていない若干の真理を探究する時間を失わないために、反駁や論議を招くような自分の著書は生前に出版することを断念することにした。しかし自分が著作を用意していたことを知る人々に意図を誤解されないよう、1634年になって書かれた論考から慎重に選ばれた『屈折光学』『気象学』『幾何学』に『方法序説』を附して公表することに同意した、と述べる。

## 日本語訳
- 谷川多佳子訳 『方法序説』 岩波文庫、1997年、ワイド版2001年。旧版は落合太郎訳
- 山田弘明訳 『方法序説』 ちくま学芸文庫、2010年
- 小泉義之訳『方法叙説』 講談社学術文庫、2022年
- 『方法序説 ほか』、中央公論新社（中公クラシックス）、2001年。※以下は元版は古い訳

野田又夫・水野和久・井上庄七・神野慧一郎訳。他は「哲学の原理」、「世界論」
- 野田又夫訳 『方法序説・情念論』 中央公論社（中公文庫）、1974年、改版2019年
- 三宅徳嘉・小池健男訳 『方法叙説』 白水Uブックス、2005年。元版は「著作集」 白水社
- 小場瀬卓三訳 『方法序説』 角川ソフィア文庫（新版）、2011年

## 解説・漫画
- 山田弘明『デカルト『方法序説』』晃洋書房「哲学書概説」、2011年
- 田中仁彦『デカルトの旅／デカルトの夢　『方法序説』を読む』岩波現代文庫、2014年
- 谷川多佳子『デカルト『方法序説』を読む』岩波現代文庫、2014年
- 『方法序説』 イースト・プレス文庫（まんがで読破）、2011年